# Work/Travail/Arbeid
Work/Travail/Arbeid est une exposition de danse contemporaine de neuf jours de la chorégraphe belge Anne Teresa De Keersmaeker écrite pour quatorze danseurs et six musiciens. Cette exposition est basée sur un spectacle chorégraphique intitulé Vortex temporum utilisant la musique spectrale du compositeur Gérard Grisey. Elle a été présentée une première fois pendant près de deux mois au Wiels de Bruxelles en 2015. Cette œuvre présente la danse comme une œuvre d'art contemporain qui s'expose au musée.  

## Création
En 2015, à l'invitation de la curatrice Elena Filipovic, Anne Teresa De Keersmaeker crée l'exposition de danse Work/Travail/Arbeid au centre d'art contemporain Wiels de Bruxelles. Ce titre ne fait pas référence au work in progress mais au spectateur qui fait partie de l’œuvre.  
Cette exposition est basée sur un spectacle chorégraphique intitulé Vortex temporum qui s'appuie sur la musique spectrale du compositeur Gérard Grisey.  
Pour les espaces d'exposition du Wiels, Anne Teresa De Keersmaeker a fragmenté et étendu les boucles chorégraphiques et musicales du spectacle pour créer une chorégraphie de neuf heures qui se déploie tous les jours dans les espaces d'exposition. Les danseurs et musiciens dansent et jouent en permanence de l'ouverture à la fermeture du centre d'art. Le public est invité à venir à l'heure qu'il souhaite et revenir autant de fois que désiré afin de voir différentes sections de la pièce. La danse est devenue une œuvre d'art contemporain qui aurait perdu son côté éphémère.  
L'artiste Ann Veronica Janssens a contribué à la scénographie de l'exposition en proposant de supprimer les obstructions des fenêtres afin de créer un espace baigné de lumière naturelle. Work/Travail/Arbeid a été présenté au Wiels pendant neuf semaines. Avec un total de 24000 visiteurs, cette exposition d’Anne Teresa De Keersmaeker a enregistré en 2015 la deuxième fréquentation la plus élevée depuis la création du centre en 2007. 
En 2016, l'œuvre est présentée dans une nouvelle édition de Work/Travail/Arbeid au Centre Pompidou à Paris. L’œuvre est repensée pour l'espace de la Galerie Sud du musée. Elle est montrée pendant neuf jours.

## Fiche technique
- Chorégraphie : Anne Teresa De Keersmaeker
- Curatrice : Elena Filipovic
- Artiste associée : Ann Veronica Janssens
- Dramaturge : Bojana Cvejić
- Danseurs : Boštjan Antončič, Balázs Busa, Carlos Garbin, Marie Goudot, Cynthia Loemij, Sarah Ludi, Julien Monty, Michaël Pomero, Camille Prieux, Gabriel Schenker, Igor Shyshko, Denis Terrasse, Thomas Vantuycom, Samantha Van Wissen, Polina Akhmetzyanova, José Paulo dos Santos, Bryana Fritz, Mikko Hyvönen.
- Musique : Vortex temporum (1996) de Gérard Grisey interprété par l'ensemble Ictus dirigé par Georges-Élie Octors et Diego Borrello avec Jean-Luc Plouvier (piano), Chryssi Dimitriou (flûte), Dirk Descheemaeker (clarinette), Igor Semenoff (violon), Jeroen Robbrecht (viole), Geert De Bièvre (violoncelle)
- Costumes : Anne-Catherine Kunz
- Production : Wiels & Compagnie Rosas
- Durée : neuf jours
- Première : 20 mars 2015 au Wiels, Contemporary Art Centre, Bruxelles
- Représentations : 
  - 20 mars – 17 mai 2015 : Wiels, Contemporary Art Centre, Bruxelles
  - 11–13 septembre 2015 : Wiels, Contemporary Art Centre, Bruxelles – reprise exceptionnelle dans le cadre du Theaterfestival
  - 26 février – 6 mars 2016 : Centre Pompidou, Paris
  - 8 – 10 juillet 2016 : Tate Modern, Londres
  - 25 mars – 2 avril 2017 : MoMA, New York